# ガーゼオーマ
ガーゼオーマ（和製英語: gauzeoma）とは、手術の際、術野に置き忘れたガーゼが放置されたために発生する腫瘤状変化に対して付けられた名称である。

## 概要
英語ではしばしばgossypibomaやgauzomaという名称が使用される。特別な名称を用いず、単にretained surgical spongeやforeign body granuloma（異物肉芽腫）というように呼ばれることも多い。
手術の際ガーゼが体内に放置され、異物性の肉芽腫になってしまったものをいう。臓器などに強固に癒着することがあり、ガーゼオーマの摘出手術は難易度が高い。
「オーマ」は「腫瘍」「腫瘤」などを意味する接尾語であるが、実際にはガーゼオーマは腫瘍ではない。しかしCTや超音波などの画像診断では、いかにも腫瘍のように見えることがある。

## 原因
手術を担当する外科医やガーゼをカウントする医療従事者のミスが原因となる。
ただし最低限の注意で防げる初歩的なミスというわけでもない。ガーゼは数十枚単位で大量に使用されるものである上、血液を吸収したガーゼは臓器と色が似て思いのほか見づらく、数えづらくなること、止血のためにガーゼは小さく丸められて臓器と臓器の隙間に詰め込まれたりすることがあり、細心の注意を払っていても、ガーゼはしばしば見逃されることがある。

## 頻度
医療事故絡みの病態であること、そもそも存在に気づいていないからこそ発生するものであることから、正確な頻度は不明である。多くの場合は無症状であり、長期間あるいは一生気づかれないこともある。
いくつかの施設から頻度の報告がなされているが、それらによると、後から気づかれたものだけに限っても手術1000件に1件から3000件に1件程度の頻度で発生しており、決して稀とはいえない。これは、大病院であれば、ほぼ毎年のようにこのような事故が発生している、ということを意味する。
過去の統計では、通常の手術ではなく緊急手術であった場合や、手術中に意図しない術式の変更があった場合、肥満があった場合に、ガーゼ遺残が有意に高頻度に起こることが示されている。
現在ではX線写真に映るタイプのガーゼが日常的に使用されるようになっており、ガーゼオーマの発生防止に役立っている。また、手術室では必ず複数人の目を通した複数回のガーゼ枚数確認がなされているが、それでも少ない頻度ではあるが発生し続けている。